# 月湖区
月湖区是中国江西省鹰潭市的一个市辖区、地處江西省東北部信江中游，月湖區東、南鄰貴溪市餘家鄉，北鄰貴溪市鴻塘鎮，西連餘江區洪湖鄉，月湖區2020年常住人口為287489人。
月湖區成立於1983年11月，是鷹潭市的政治、文化、商貿中心，水陸交通網絡貫通東西南北，被稱為火車拉來的城市，區人民政府駐勝利東路6號。

## 名称由来
因境內西南有一奇巖，“巖洞半月形，洞臨白露河，河寬似湖”故而得名：月湖。

## 地理
月湖区位于鹰潭市中部、信江中下游，地理位置跨北纬28.11°至28.18°、东经116.57°至117.7°。东边、南边与贵溪市余家乡相邻，北边信江新区相邻，西边与余江县洪湖乡相邻，区域面积137平方公里（含鹰潭经济技术开发区、信江新区）。月湖区区委、区政府机关驻地在胜利东路6号。
月湖区境内属低丘岗地，地势由东南向西北倾斜，以南部的岱宝山为全区最高点，海拔144.2米；最低点为白露镇纲常周家附近的低洼地，海拔23米，全境平均海拔34米。月湖区属亚热带湿润季风气候，年平均气温18℃，相对湿度76%，无霜期达262天，年降雨量1750毫米，集中在4月中旬至7月上旬，占全年降雨量的52%。矿产资源有建材资源，如红石、石英砂、鹅卵石等，储量为数亿吨。

## 历史
唐永泰元年（765年），设立贵溪县和鹰潭坊。明万历初年（1573），神峰寨巡检司迁至鹰潭。
清乾隆三十年（1765年），设立鹰潭司。同治三年（1864），鹰潭司改为鹰潭镇。
1950年6月，鹰潭镇为区级镇，下辖13个乡：石塘乡、嘴上乡、太阳乡、杨碧乡、白露港乡、小英乡、桥西乡、口上乡、罗湾乡、流桥乡、孟青乡、滴水乡、庄源乡。
1951年，鹰潭镇设和立平街、交通街、胜利街、劳动街、解放街、建设街人民政府。
1957年1月1日，鹰潭镇成为上饶专区直辖镇，贵溪县嘴上乡，白露港乡、杨碧乡划归鹰潭镇管辖。2月，贵溪县低坪乡划归鹰潭镇管辖。
1958年4月，鹰潭镇成为贵溪辖县级镇。
1960年，鹰潭镇成为上饶专区直辖镇，贵溪县鹰潭郊公社和志光公社流洪大队、低坪大队划归鹰潭镇管辖。1957年1月，鹰潭镇成为上饶地区直辖县级镇。
1979年3月，鹰潭镇撤销，设立鹰潭市（县级）。1983年，设立鹰潭市（地级），原县级鹰潭市改名为月湖区，下辖四青乡、夏埠乡、白露乡、童家乡和江边办事处、东湖办事处、交通办事处。

## 行政区划
月湖区下辖6个街道办事处、1个镇、1个乡：
江边街道、交通街道、东湖街道、梅园街道、四青街道、白露街道、童家镇和夏埠乡。

### 设区后的变迁
1989年1月，月湖区增设梅园办事处。
1995年4月，童家乡、白露乡撤销，设立童家镇、白露镇。
1998年8月，四青乡撤销，设立四青镇。
2003年9月，白露乡划归市工业园区管辖，成立白露街道办事处。
2010年1月，鹰潭市市信江新区管委会设立，夏埠乡划归信江新区管辖。